# Młodość (album)
Młodość – drugi album studyjny Ralpha Kamińskiego wydany 22 listopada 2019 roku. Nominacja do Fryderyka 2020 w kategorii „Album Roku Alternatywa”.
Nagrania uzyskały certyfikat złotej płyty.

## Lista utworów
1. „Zielony samochód” – 4:43
2. „2009” – 4:05
3. „Autobusy” – 3:20
4. „Kosmiczne energie” – 5:15
5. „Tygrys” – 4:59
6. „Klub D” – 5:13
7. „Tata” – 5:55
8. „Młodość” – 3:23
9. „Wszystkiego najlepszego” – 5:06